# Пашки сир
Пашки сир је врста сира који се производи на острву Паг, данас у Републици Хрватској. Прави се од овчијег млека.
Због честих бура које наносе со и минерале из мора на земљиште на острву, само изузетно отпорне и ароматичне биљке успевају да се одрже на острву. Најдрагоценија и најпознатија је пашка жалфија. Посебна аутохтона раса овце, пашка овца је дуго заснивала своју исхрану на оваквој вегетацији, што је имало за резултат да млеко и сир имају специфичан укус.
Постоје активности у циљу додељивања статуса заштићеног географског порекла за Пашки сир.